# Алёксино (Старорусский район)
Алёксино — деревня в Старорусском муниципальном районе Новгородской области, с весны 2010 года относится к Великосельскому сельскому поселению. На 1 января 2011 года постоянное население деревни — 61 житель, число хозяйств — 25.
Деревня находится на Приильменской низменности на высоте 45 м над уровнем моря. Деревня расположена в 2,5 км к югу от посёлка при станции Тулебля.

## Население
| 2010 | 2011 | 2012 | 2013 |
| ---- | ---- | ---- | ---- |
| 62   | ↘61  | ↘56  | ↘55  |

## История
Деревня, как Олексина упоминается в Писцовых книгах Шелонской пятины с 1539 года.
До весны 2010 года входила в ныне упразднённое Тулебельское сельское поселение.

## Транспорт
Ближайшая железнодорожная станция Тулебля на линии Бологое-Московское — Старая Русса — Дно I, расположена в 2 км к северу от деревни, к станции от деревни есть автомобильная дорога.